# Situjuah Batua
Situjuah Batua is een bestuurslaag in het regentschap Lima Puluh Kota van de provincie West-Sumatra, Indonesië. Situjuah Batua telt 4716 inwoners (volkstelling 2010).